# ولاية دبا
ولاية دبا هي إحدى الولايات التابعة لمحافظة مسندم في سلطنة عمان.

## المعالم الأثرية
و من المعالم الأثرية في ولاية «دباء» تلك القلعة المسماة «السيبة» والتي أعيد بناؤها في عهد السلطان قابوس بن سعيد كما يوجد بها قلعة «سبطان» والمقبرة المعروفة بمقبرة «أمير الجيش» والتي ينسب وجودها إلى حروب الردة. ومن معالمها السياحية وجود الخلجان الواسعة الواقعة في وسط الجبال والمعروفة بخلجان «الغباين» والتي يتخذها الصيادون ملجأ لهم عند هياج البحر ومن أهم هذه الخلجان خور معلى والميم. كما يوجد بالولاية عين ماء يسمونها «السقطة» إلى جانب عدد من الكهوف الواسعة داخل الجبال.

## الحرف والصناعات التقليدية
و في ولاية دباء عدد من الحرف والصناعات التقليدية. فمن أهم الحرف صيد الأسماك الذي يكثر في أماكن الخلجان والزراعة حيث تنتج التمور والحمضيات والفاكهة إضافة إلى تربية الحيوانات. ومن أهم صناعاتها التقليدية: صناعة السفن الصغيرة والحدادة والسعفيات والنسيج.